# Giulia Eustochio
Giulia Eustochio, nota semplicemente come Eustochio o Eustochium (in latino Iulia Eustochium; Roma, 368 – Betlemme, 419), era figlia della nobile matrona romana Paola, con la quale fu discepola di san Girolamo. È venerata come santa dalla Chiesa cattolica che ne celebra la memoria il 28 settembre.

## Biografia

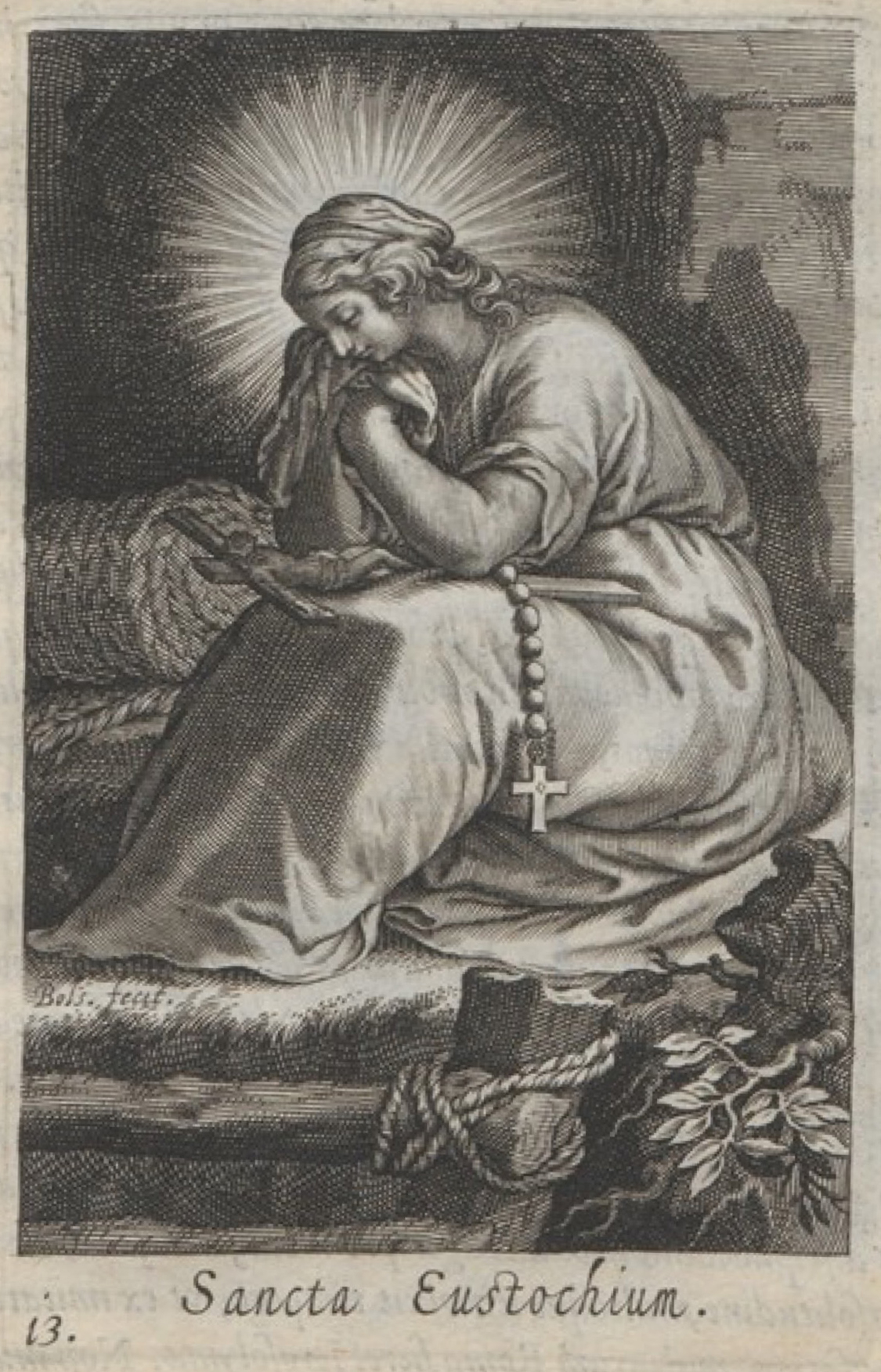
Santa Eustochio in un'illustrazione dal Sylva anachoretica Aegypti et Palaestinae di Boëtius à Bolswert e Abraham Bloemaert (1619)

Era la terza figlia di Paola, una matrona della nobiltà romana, e sorella di Blesilla, Paolina, Rufina e Tossozio. Assieme alla madre, all'età di circa 15 anni divenne discepola di san Girolamo assistendo alle sue lezioni nella casa sull'Aventino della matrona Marcella. Quando nel 385 egli partì per la Terra santa madre e figlia lo seguirono, stabilendosi in un convento a Betlemme. Alla morte della madre, nel 404, Eustochio le succedette come badessa in tutti e tre i monasteri che Girolamo aveva fondato nella città. Uno di tali monasteri venne distrutto da dei razziatori, un'esperienza dalla quale Eustochio non si riprese mai; morì a Betlemme nel 419.
Molto erudita e conoscitrice di latino, greco ed ebraico, aiutò Girolamo nella traduzione della Vulgata. A lei Girolamo scrisse tre delle sue lettere, fra cui la De custodia virginitatis nel 384.
Viene generalmente chiamata "Eustochio" o "Julia Eustochium" a causa dell'errata interpretazione della sintassi di un testo latino dove era così citata.